# Cyrestis
Cyrestis — род чешуекрылых из семейства Нимфалиды. Крылья белые или коричневатые, без отлива. Заднее крыло с хвостиком на жилке М3. 

## Систематика
В состав рода входят:
- Cyrestis achates Butler, 1865 — Папуа-Новая Гвинея
- Cyrestis acilia (Godart, 1824) — на островах в Море Сулавеси
- Cyrestis andamanensis Staudinger
- Cyrestis adaemon Godman & Salvin, 1879 — Папуа-Новая Гвинея
- Cyrestis camillus (Fabricius, 1781) — Африка (за исключением севера и южной части) и на Мадагаскаре
- Cyrestis cocles (Fabricius, 1787) — Юго-Восточная Азия и острова в Море Сулавеси
- Cyrestis eximia Oberthür, 1879 — Sanghie Islands
- Cyrestis heracles Staudinger, 1896 — Sula Islands
- Cyrestis irmae Forbes, 1885 — Юг Суматры
- Cyrestis kudrati Jumalon, 1975 — Минданао (Филиппины)
- Cyrestis lutea (Zinken, 1831) — Ява и Бали
- Cyrestis maenalis Erichson, 1834 — Филиппины, Таиланд, Малайзия
- Cyrestis nais Wallace, 1869 — Тимор, Ломблен (Индонезия), Сумба
- Cyrestis nivea (Zinken, 1831) — Юго-Восточная Азия, Бирма, Ява и Ассам
- Cyrestis paulinus C. & R. Felder, 1860 — на островах в Море Сулавеси, Молуккские острова, Филиппины
- Cyrestis strigata C. & R. Felder, 1867 — остров Bacan и на островах в Море Сулавеси
- Cyrestis tabula de Nicéville, 1883 — Никобарские острова
- Cyrestis telamon (Linnaeus, 1758) — Молуккские острова, о. Амбон
- Cyrestis themire Honrath, 1884 — Мьянма, Малайзия, о. Суматра, о. Ява, Бали, Бакбо
- Cyrestis theresae de Nicéville, 1894 — о. Суматра, Бангка
- Cyrestis thyodamas Boisduval, 1846 — Китай, Малайзия, Мьянма, Индия
- Cyrestis thyonneus (Cramer, 1779) — на островах в Море Сулавеси